# رامون فرنانديز
رامون فرنانديز (بالإسبانية: Ramón Ignacio Fernández)‏ (3 ديسمبر 1984 فورموزا الأرجنتين - ) هو لاعب كرة قدم أرجنتيني يلعب كلاعب وسط.

## روابط خارجية
- رامون فرنانديز على موقع قاعدة بيانات كرة القدم.إي يو (الإنجليزية)
- رامون فرنانديز على موقع Soccerway.com (الإنجليزية)
- رامون فرنانديز على موقع AS.com (الإسبانية)